# Jordi Bayarri
Jordi Bayarri (1972) es un historietista español nacido en Alboraya.

## Biografía
Licenciado en Bellas Artes en la Facultad de Valencia, ha publicado un buen número de tebeos de diversos géneros de aventura: Entre tinieblas, ambientado en un mundo plagado de criaturas sobrenaturales; Piel de Dragón, de fantasía heroica; Titán del pasado, de escenario futurista; Allien College, que básicamente trata sobre colegialas con ropa ajustada luchando contra extraterrestres malvados...
Pero quizás su obra más popular siga siendo Magia & Acero, que publica desde 1998. Esta serie de corte erótico-festivo y ambientación fantástico-medieval, se ha convertido con los años en una de las colecciones españolas más populares y con una sorprendente continuidad.Comienza a publicarse bajo el sello "Anillo de Sirio",  siendo una de las cabeceras fundadoras del sello 7 Monos, pero su creciente popularidad (premio al Mejor Cómic Erótico en el Salón del Cómic de Barcelona de 2002) posibilita una cuidada edición, a color a partir de su nº12, un lujo nada común en un autor autoeditado.
En 2012 comienza a publicar su Colección Científicos, financiada mediante micromecenazgo. Esta la conforman: "Darwin, la evolución de la teoría",' 'Galileo, el mensajero de las estrellas", Newton, la gravedad en acción y Marie Curie, la actividad del radio. En esta colección contó con la colaboración de Tayra Lanuza, doctora en historia de la ciencia e investigadora del CSIC. De seguir consiguiendo la financiación, seguirá con la colección con, Marie Curie y Albert Einstein. El 25 de febrero de 2015 anuncia el siguiente tebeo "Ramón y Cajal, una vida al microsopio" basado en las investigaciones del ganador del Nobel Santiago Ramón y Cajal que empieza a distribuirse en julio de ese año. El siguiente proyecto de la colección estará dedicado a Aristóteles.

## Estilo
Despreocupados, simpáticos, que huyen de lo pretencioso, siempre con su característico humor picante, sus tebeos son bien populares y un excelente ejemplo de historieta de evasión.